# Superheroine Chronicles Burnout Neo - 2
Superheroine Chronicles Burnout Neo - 2  (バーニングアクション　スーパーヒロイン列伝　バーンアウト・ネオ　後編 en japonés)  es una película japonesa, del 24 de febrero de 2012, producida por Zen Pictures, del género tokusatsu, de acción y aventuras, con artes marciales, dirigido por Kanzo Matsuura, y protagonizada por Ayana Tanigaki y Asami.
La película posee una primera parte.
El idioma es en japonés, pero también está disponible con subtítulos en inglés, en DVD o descargable por internet.

## Argumento
El Dr. Kanbayasi, científico que ha desarrollado una nueva forma de producir energía, y su guardaespaldas Misa, han sido capturados por una organización criminal comandada por Seeker. Misa trata de escapar y rescatar al Dr. Kanbayasi. 
La compañera de Misa, Lynn, está llevando a cabo una investigación sobre la organización criminal de Seeker, y a su vez descubre que el Dr. Kanbayashi también tiene un oscuro pasado. Lynn tratará de averiguar donde esta Misa y el Dr. Kanbayasi para ayudarles a escapar.